# Myxilla lacunosa
Myxilla lacunosa är en svampdjursart som beskrevs av Lawrence Morris Lambe 1892. Myxilla lacunosa ingår i släktet Myxilla och familjen Myxillidae. Inga underarter finns listade i Catalogue of Life.